# Tadeusz Szymberski
Tadeusz Lucjan Szymberski (ur. 13 grudnia 1881 w Mielcu, zm. 2 listopada 1943 w Aix-les-Bains) – polski poeta, dramaturg.

## Życiorys
Syn Władysława Szymberskiego. Ukończył szkołę realną w Krakowie, w 1902 roku zdał maturę i rozpoczął studia na politechnice. Następnie studiował jako wolny słuchacz na wydziale filozoficznym Uniwersytetu Jagiellońskiego. Od 1920 do 1926 udzielał lekcji literatury polskiej. Od 1926 pracował jako bibliotekarz w Bibliotece Polskiej w Paryżu. Zmarł na serce w 1943 roku w Aix-les-Bains, niedługo potem (tego samego dnia) samobójczą śmiercią zmarła jego żona, malarka Zofia Benówna (1884–1943). Oboje pochowani są na miejscowym cmentarzu (kwatera 3-6-13).
Przyjaźnił się z Stanisławem Ignacym Witkiewiczem, Tadeuszem Nalepińskim, Tadeuszem Micińskim, Leonem Chwistkiem  i Bronisławem Malinowskim. Witkacy sportretował go jako Tymbeusza w 622 upadkach Bunga. Malinowski dedykował Szymberskiemu Życie seksualne dzikich w północno-zachodniej Melanezji.

## Dzieła
- Atessa. Scen cztery. Kraków, 1910[2]
- Sądy, kompozycja sceniczna. Dom Książki Polskiej, 1936[3]